# George Amy
George Joseph Amy (New York, 15 ottobre 1903 – Los Angeles, 18 dicembre 1986) è stato un montatore, regista e produttore cinematografico statunitense.
Come montatore, vinse nel 1944 l'Oscar al miglior montaggio per Arcipelago in fiamme e ottenne altre due volte la candidatura, nel 1943 per Ribalta di gloria e nel 1946 per Obiettivo Burma!.

## Filmografia

### Montatore
- Burn 'Em Up Barnes, regia di George Beranger (1921)
- The Live Wire, regia di Charles Hines (1925)
- Rainbow Riley, regia di Charles Hines (1926)
- The Brown Derby, regia di Charles Hines (1926)
- Chinatown Charlie, regia di Charles Hines (1928)
- The Wright Idea, regia di Charles Hines (1928)
- Those Who Dance, regia di William Beaudine (1930)
- The Gorilla, regia di Bryan Foy (1930)
- La llama sagrada, regia di William C. McGann, Guillermo Prieto Yeme (1931)
- La dama atrevida, regia di William C. McGann, Guillermo Prieto Yeme (1931)
- The Ruling Voice, regia di Rowland V. Lee (1931)
- The Mouthpiece, regia di James Flood, Elliott Nugent (1932)
- Il dottor X (Doctor X), regia di Michael Curtiz (1932)
- Tentazioni (The Cabin in the Cotton), regia di Michael Curtiz (1932)
- 20.000 anni a Sing Sing (20.000 Years in Sing Sing), regia di Michael Curtiz (1932)
- La maschera di cera (Mystery of the Wax Museum), regia di Michael Curtiz (1933)
- La danza delle luci (The Golden Diggers of 1933), regia di Mervyn LeRoy (1933)
- She Had to Say Yes, regia di George Amy, Busby Berkeley (1933)
- Viva le donne! (Footlight Parade), regia di Lloyd Bacon (1933)
- Lady Killer, regia di Roy Del Ruth (1933)
- Wonder Bar, regia di Lloyd Bacon (1934)
- He Was Her Man, regia di Lloyd Bacon (1934)
- Marinai all'erta (Here Comes the Navy), regia di Lloyd Bacon (1934)
- Un grullo in bicicletta (6 Day Bike Rider), regia di Lloyd Bacon (1934)
- Donne di lusso 1935 (Gold Diggers of 1935), regia di Busby Berkeley (1935)
- Broadway Gondolier, regia di Lloyd Bacon (1935)
- Capitan Blood (Captain Blood), regia di Michael Curtiz (1935)
- La carica dei seicento (The Charge of the Light Brigade), regia di Michael Curtiz (1936)
- Mountain Justice, regia di Michael Curtiz (1937)
- L'uomo di bronzo (Kid Galahad), regia di Michael Curtiz (1937)
- Invito alla danza (Varsity Show), regia di William Keighley (1937)
- Hollywood Hotel, regia di Busby Berkeley (1937)
- Gold Diggers in Paris, regia di Ray Enright (1938)
- Garden of the Moon, regia di Busby Berkeley (1938)
- Wings of the Navy, regia di Lloyd Bacon (1939)
- Gli avventurieri (Dodge City), regia di Michael Curtiz (1939)
- Il grande amore (The Old Maid), regia di Edmund Goulding (1939)
- Carovana d'eroi (Virginia City), regia di Michael Curtiz (1940)
- Lo sparviero del mare (The Sea Hawk), regia di Michael Curtiz (1940)
- Matty Malneck and His Orchestra, regia di George Amy - cortometraggio (1940)
- Ombre malesi (The Letter), regia di William Wyler (1940)
- I pascoli dell'odio (Santa Fe Trail), regia di Michael Curtiz (1940)
- Il lupo dei mari (The Sea Wolf), regia di Michael Curtiz (1941)
- Bombardieri in picchiata (Dive Bomber), regia di Michael Curtiz (1941)
- Ribalta di gloria (Yankee Doodle Dandy), regia di Michael Curtiz (1942)
- Arcipelago in fiamme (Air Force), regia di Howard Hawks (1943)
- Convoglio verso l'ignoto (Action in the North Atlantic), regia di Lloyd Bacon (1943)
- Obiettivo Burma! (Objective, Burma!), regia di Raoul Walsh (1945)
- L'idolo cinese (Three Strangers), regia di Jean Negulesco (1946)
- Vita col padre (Life with Father), regia di Michael Curtiz (1947)
- L'alibi di Satana (The Unsuspected), regia di Michael Curtiz (1947)
- All'alba giunse la donna (The Capture), regia di John Sturges (1950)
- Più forte dell'amore (The Blue Veil), regia di Curtis Bernhardt e, non accreditato, Busby Berkeley (1951)
- Innamorati dispettosi (The Lady Says No), regia di Frank Ross (1951)
- La confessione della signora Doyle (Clash by Night), regia di Fritz Lang (1952)
- Bella ma pericolosa (She Couldn't Say No), regia di Lloyd Bacon (1954)
- Wonder Valley

### Regista
- She Had to Say Yes, co-regia di Busby Berkeley (1933)
- Ride, Cowboy, Ride - cortometraggio (1939)
- Kid Nightingale (1939)
- The Royal Rodeo
- Granny Get Your Gun (1940)
- Gambling on the High Seas (1940)
- Matty Malneck and His Orchestra - cortometraggio (1940)